# Milan Bartoň
Milan Bartoň (* 4. října 1948) je bývalý český hokejový útočník. Jeho otcem byl Slavomír Bartoň a jeho vnukem je Eduard Šalé.

## Hokejová kariéra
V československé lize hrál za TJ ZKL Brno, TJ Motor České Budějovice, TJ Ingstav Brno a Duklu Jihlava. Odehrál 5 ligových sezón, nastoupil v 78 ligových utkáních, dal 13 gólů a měl 9 asistencí. V letech 1971 a 1972 získal s Duklou Jihlava mistrovský titul. V nižších soutěžích hrál za TJ Moravia DS Olomouc, VTJ Dukla Písek a TJ Baník Hodonín.

## Klubové statistiky
| Sezona    | Klub                      | Soutěž  | Základní část | Základní část | Základní část | Základní část | Základní část |
| Sezona    | Klub                      | Soutěž  | Z             | G             | A             | B             | TM            |
| --------- | ------------------------- | ------- | ------------- | ------------- | ------------- | ------------- | ------------- |
| 1967/1968 | TJ Motor České Budějovice | 2. liga | -             | 10            | -             | -             | -             |
| 1968/1969 | TJ Motor České Budějovice | 1. liga | 33            | 7             | -             | -             | -             |
| 1969/1970 | TJ ZKL Brno               | 1. liga | 14            | 1             | 0             | 1             | -             |
| 1970/1971 | TJ Ingstav Brno           | 2. liga | -             | 16            | -             | -             | -             |
| 1970/1971 | Dukla Jihlava             | 1. liga | 3             | 1             | 2             | 3             | -             |
| 1971/1972 | Dukla Jihlava             | 1. liga | 2             | 1             | 1             | 2             | -             |
| 1972/1973 | Dukla Jihlava             | 1. liga | -             | 0             | -             | -             | -             |
| 1972/1973 | VTJ Dukla Písek           | 2. liga | 17            | 11            | -             | -             | -             |
| 1973/1974 | TJ Ingstav Brno           | 2. liga | 44            | 32            | -             | -             | -             |
| 1974/1975 | TJ Ingstav Brno           | 2. liga | 44            | 22            | -             | -             | -             |
| 1975/1976 | TJ Ingstav Brno           | 1. liga | 26            | 3             | 6             | 9             | 0             |
| 1976/1977 | TJ Ingstav Brno           | 2. liga | -             | 17            | -             | -             | -             |
| 1977/1978 | TJ Ingstav Brno           | 2. liga | 43            | 22            | -             | -             | -             |
| 1978/1979 | TJ Moravia DS Olomouc     | 2. liga | 33            | 8             | 3             | 11            | -             |
| 1979/1980 | TJ DS Olomouc             | 2. liga | 39            | 16            | 12            | 28            | -             |
| 1980/1981 | TJ DS Olomouc             | 2. liga | 38            | 20            | 11            | 31            | -             |
| 1981/1982 | TJ DS Olomouc             | 2. liga | 21            | 8             | 2             | 10            | -             |